# Amateur Girlfriends Go Proskirt Agents
Amateur Girlfriends Go Proskirt Agents — дебютный студийный альбом норвежского дуэта Xploding Plastix, выпущенный на лейбле Beatservice Norway 31 июля 2001 года.

## Стиль, отзывы критиков
Джошуа Глэйзер, критик сайта Allmusic.com, оценил диск в три балла из пяти. В своей рецензии он охарактеризовал стиль музыки коллектива как «агрессивный электронный лаунж-джаз»; назвав манеру сочинения композиций на основе нескольких семплов, подвергнутых оригинальной оркестровке, «очень простой» и необычной, Глэйзер в то же время заявил, что она наскучивает слушателю после трёх-четырёх треков, поэтому вторая половина диска выдержана в более традиционной трип-хоповой стилистике.

## Список композиций
1. «Sports, Not Heavy Crime» — 5:07
2. «Funnybones & Lazylegs» — 4:48
3. «6 Hours Starlight» — 3:22
4. «Behind the Eightball» — 4:50
5. «Single Stroke Ruffs» — 2:28
6. «Treat Me Mean, I Need the Reputation» — 4:58
7. «Relieved Beyond Repair» — 1:45
8. «Tinntinnamputation» — 4:26
9. «More Power to Yah» — 5:27
10. «Having Smarter Babies» — 4:57
11. «Far-flung Tonic» — 4:52
12. «Happy Jizz Girls» — 2:54
13. «Doubletalk Gets Through to You» — 5:24
14. «Comatose Luck» — 3:39